# 鄭立彬
鄭立彬（1972年—），臺灣指揮家。

## 生平

### 早年
鄭立彬出生於高雄，自幼學習鋼琴與小提琴，亦研習了傳統樂器笙與二胡。指揮畢業於國立台北藝術大學研究所碩士班，陸續受教於亨利·梅哲、徐頌仁、陳秋盛等人。

### 職業生涯
於2003年至2004年間擔任台北市立交響樂團助理指揮，也曾在臺北、上海、北京、寧波等地指揮北市國演出，繼而於2015年至2021年間擔任該團團長。2018年指揮臺北市立國樂團赴美國紐約卡內基音樂廳演出，是首個登上卡內基音樂廳演出的臺灣樂團。
曾與臺灣國家交響樂團、國立台灣交響樂團、高雄市交響樂團、長榮交響樂團、台灣國家國樂團、台北市立國樂團、高雄市國樂團、台北愛樂青年管弦樂團、宙斯愛樂管弦樂團、樂享室內管弦樂團，以及中國廣播民族樂團、廣東民族樂團、安徽交響樂團、廈門樂團等團體合作演出。除了中、西樂團的作品呈現，也推展台灣現代作曲家的作品，近年來應邀於中國、馬來西亞、香港、日本、美國等地演出。

## 作品

### 有聲出版
歷年來有以下作品：
- 「慶典序曲」（台北市立交響樂團，2004年）
- 「雙囍」（宙斯愛樂管弦樂團，2008年）
- 「鳥瞰」（國立台灣交響樂團，2009年）
- 「藍海的故鄉」（台灣國樂團，2011年）
- 「錢南章12生肖」（台灣國樂團，2013年）
- 「樂典09」（國家交響樂團，2013年）
- 「樂典10」（國家交響樂團，2014年）
- 「遶境‧喧天」（臺北市立國樂團，2015年）
- 「臺灣音畫」（臺北市立國樂團，2016年）
- 「遶境-音樂會實況影音專輯」（臺北市立國樂團，2016年）
- 「瘋‧原際」（臺北市立國樂團，2017年）
- 「李天祿的四個女人」DVD（臺北市立國樂團，2017年）
- 「神雕俠侶交響樂曲」（國樂版）（臺北市立國樂團，2018年）
- 「天龍引—王正平的音樂世界」DVD（臺北市立國樂團，2018年）
- 「我的媽媽欠栽培」DVD（臺北市立國樂團，2019年）
- 「山地印象」（臺北市立國樂團，預計2020年10月出版）

## 獲獎與榮譽
- 第28屆傳藝金曲獎「最佳詮釋獎─指揮」，2017年（作品《臺灣音畫》）
- 第29屆傳藝金曲獎「最佳專輯製作人獎」，2018年（作品《瘋‧原祭》）[6]

## 外部連結
- 鄭立彬的Facebook專頁
- 台北市立國樂團首訪紐約 將登卡內基音樂廳  （页面存档备份，存于）
- 傳藝金曲獎 金光閃閃  （页面存档备份，存于）